# El escriba sentado
El escriba sentado, también conocido como El escriba sentado del Louvre, es una de las estatuas más representativas de la escultura del Imperio Antiguo de Egipto, y una de las más famosas y bien conservadas de toda la Civilización egipcia. Fue esculpida entre los años 2480 y 2350 a. C.
Se realizó en una época en que Egipto se encontraba en la cima de su gloria: los artesanos cubrían más campos, las tumbas y los templos tenían una arquitectura más compleja y el arte se ocupaba de objetos más pequeños, reproduciendo la vida cotidiana. Los escribas, indispensables en el Estado fuertemente centralizado, eran representados frecuentemente. 

## Análisis de la obra

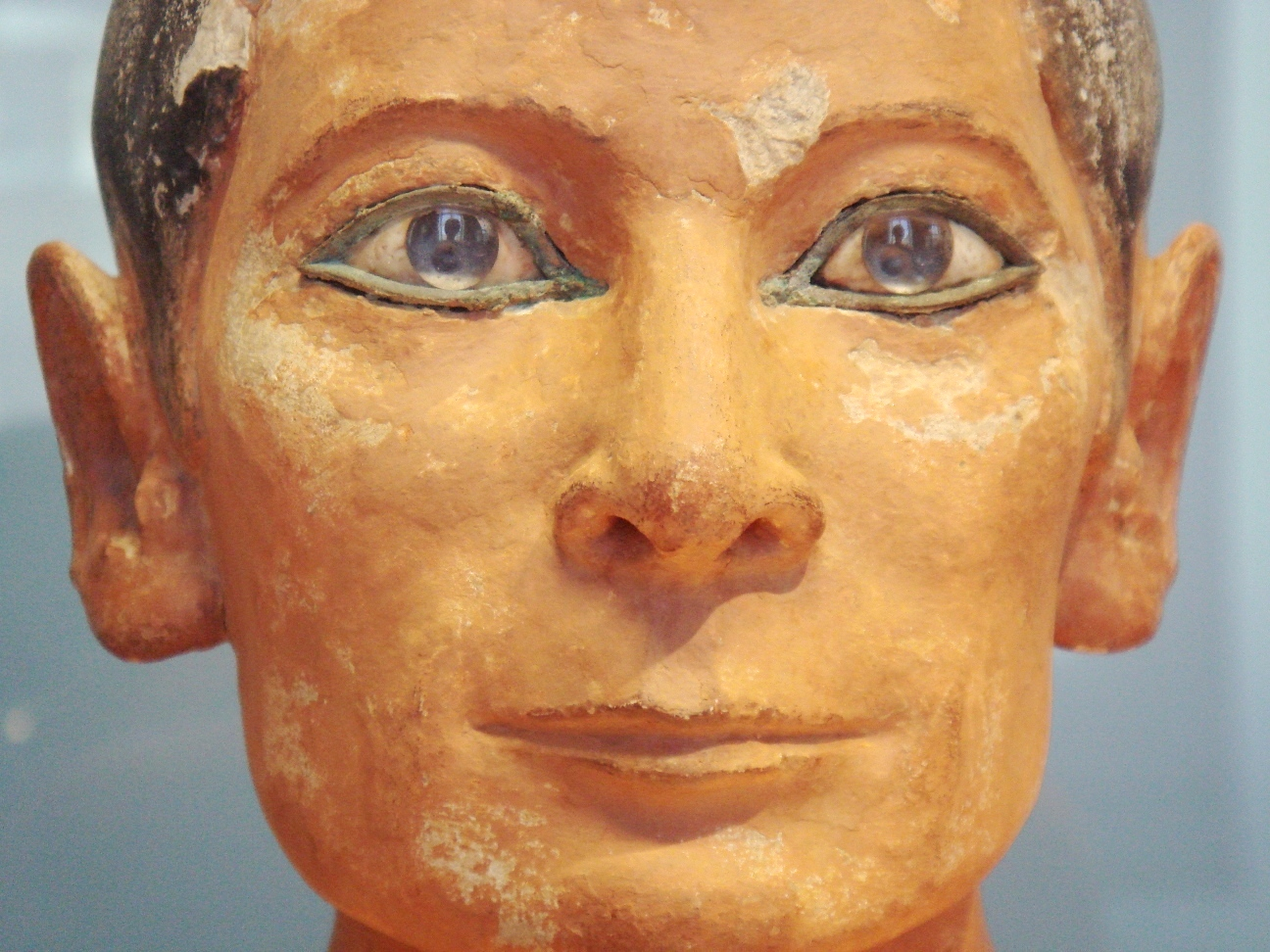
Detalle del rostro del escriba.

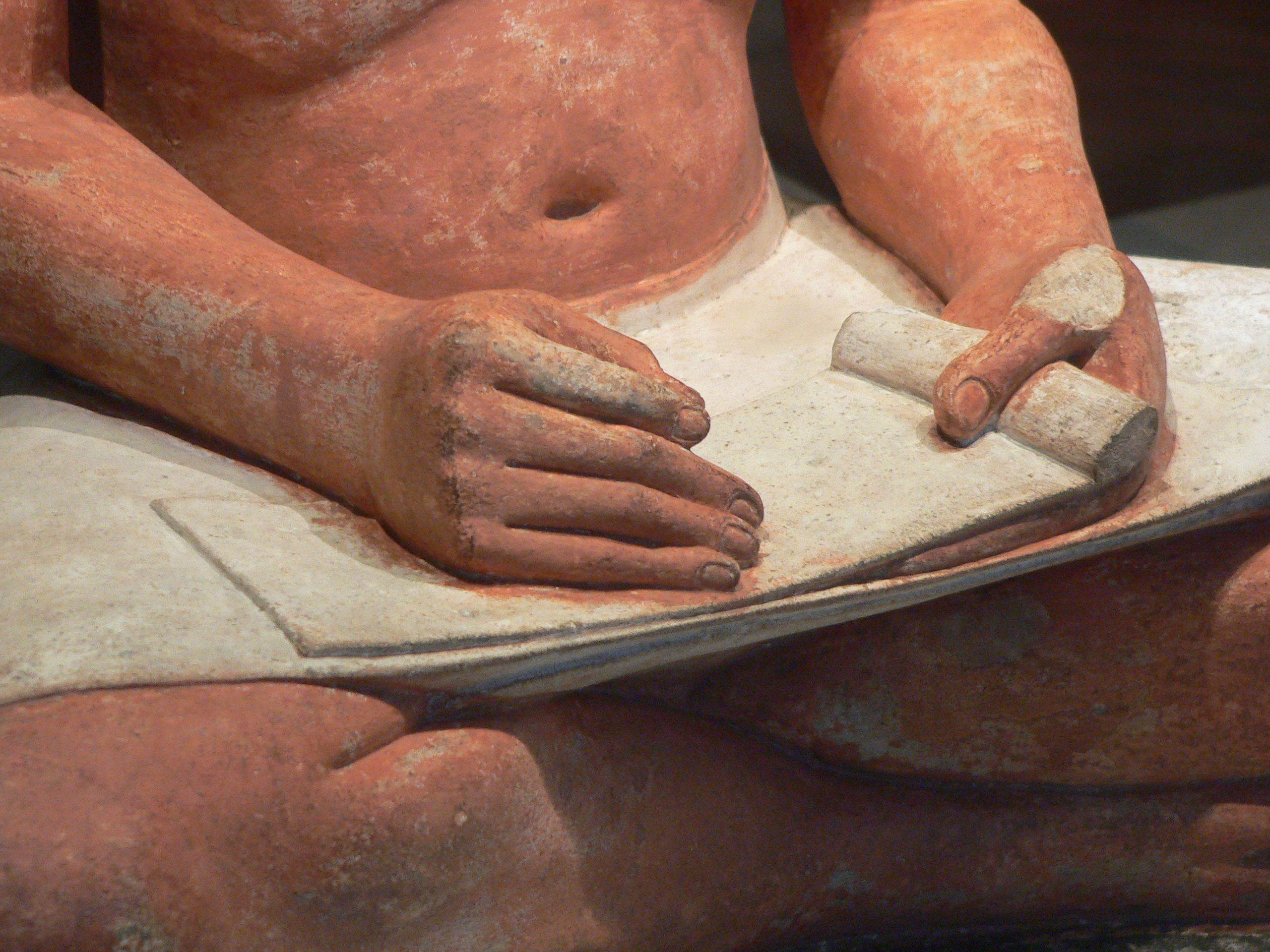
Detalle de las manos.

La estatua fue hallada en 1850 en la necrópolis de Saqqara, situada en la ribera occidental del Nilo, frente la antigua ciudad de Menfis, que fue la capital del Imperio Antiguo de Egipto, y se estima que representa a un alto funcionario de la administración. Colocada en la capilla de culto de una tumba, la estatua participaba en las ceremonias y recibía las ofrendas para el difunto, su función tenía pues un carácter funerario.
El artista le representó mientras escribía en posición sedente con las piernas cruzadas y encima de ellas reposa un papiro desplegado, mientras está a punto de realizar su labor como escriba, por lo que sostiene un cálamo en su mano (perdido), llevando como prenda de vestir un shenti, donde apoya el papiro.
Su cuerpo está esculpido en caliza, y sus ojos tallados en cristal de roca, cuarzo blanco y ébano. Su cara está atenta y su mirada es viva; esta parte del cuerpo es muy realista, resaltan los pómulos y las mejillas, y los ojos aparentan gran realismo. Las manos están talladas con esmerado detalle. Su postura es algo hierática, y su actitud tensa. Presenta pliegues en el vientre, denotando un ligero sobrepeso, lo que era indicación de un estatus elevado. Su buena conservación nos permite ver la policromía antigua, con la aplicación de los diferentes colores.
Las esculturas de dioses y faraones del Imperio Antiguo se caracterizaban por mostrar una actitud hierática. Sin embargo, por tratarse de un cortesano, no es extraño el realismo de esta obra, realizando su actividad y el realismo de los ojos, muy detallados. 
Actualmente la estatua se exhibe en el Museo del Louvre de París, Francia.

## Características
- Material: piedra caliza policromada.
- Los ojos son de cuarzo blanco, ébano y cristal de roca sudafricana.
- Altura: 53,7 cm.
- Posición: sedente.
- Movimiento: está a punto de escribir.
- Actitud: hierática.